# Sonet 67 (William Szekspir)

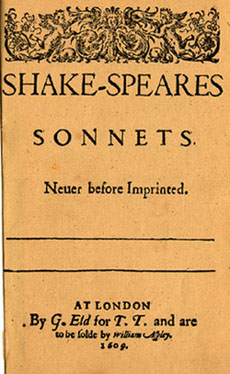
Strona tytułowa pierwszego wydania sonetów Shakespeare’a

Sonet 67 (Ach, czemu miałby żyć tak zarażony) – jeden z cyklu sonetów autorstwa Williama Shakespeare’a. Po raz pierwszy został opublikowany w 1609 roku.

## Treść
W sonecie tym podmiot liryczny, który przez niektórych badaczy jest utożsamiany z autorem, podkreśla rolę natury w kształtowaniu piękna tajemniczego młodzieńca.